# Foglaș
Foglaș (słow. Foglaš) – wieś w Rumunii, w okręgu Bihor, w gminie Suplacu de Barcău. W 2011 roku liczyła 176 mieszkańców.